# Каурчак
Каурчак — река в России, протекает по Турочакскому району Республики Алтай. Устье реки находится по правому берегу Лебеди в 130 км от устья Лебеди. Высота устья — 438 м над уровнем моря. Длина реки — 36 км.

## Притоки
- 2 км: Андоба
- 20 км: Малый Каурчак

## Данные водного реестра
По данным государственного водного реестра России относится к Верхнеобскому бассейновому округу, водохозяйственный участок реки — Бия, речной подбассейн реки — Бия и Катунь. Речной бассейн реки — (Верхняя) Обь до впадения Иртыша.